# 중산베이루

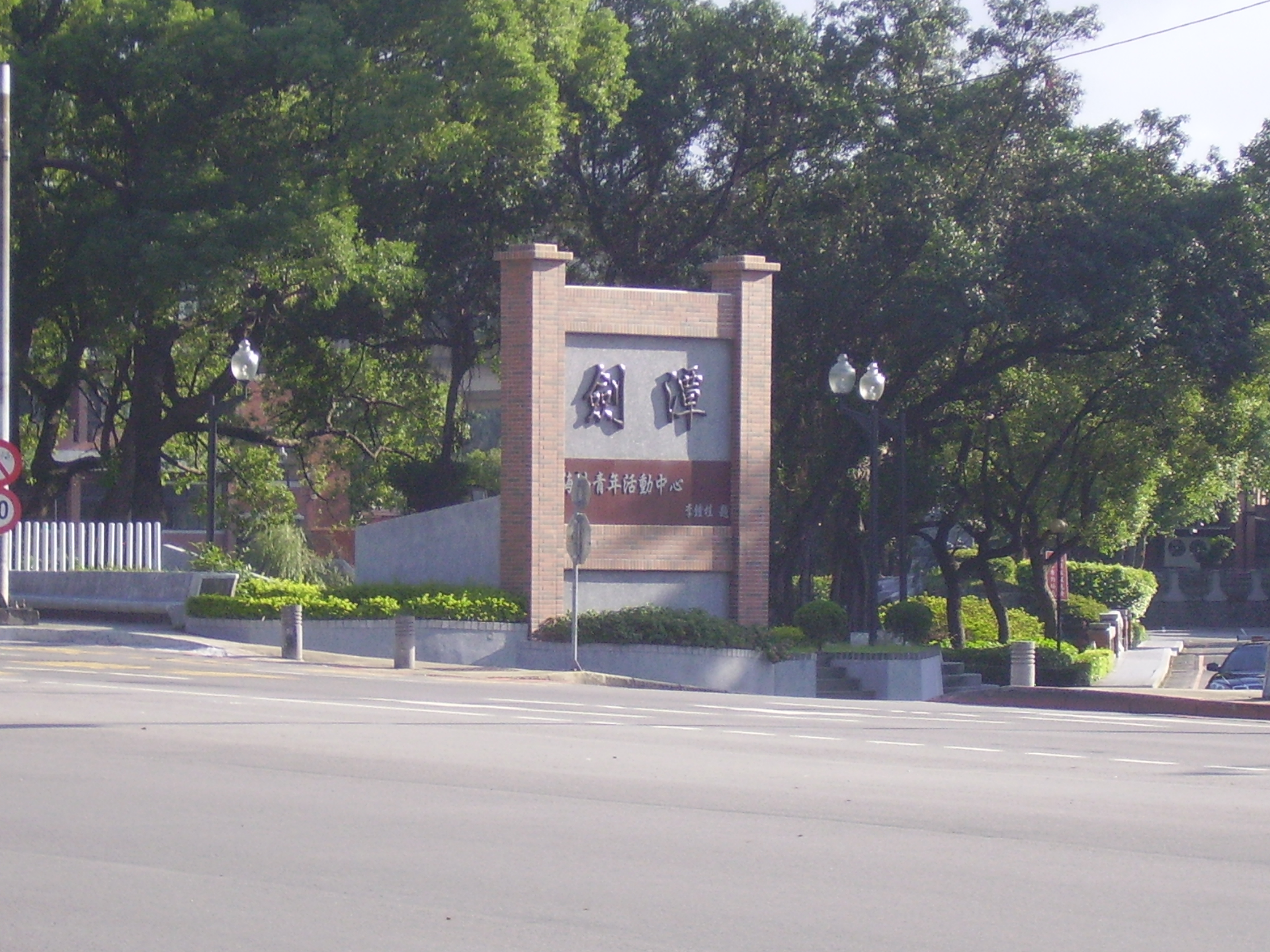
쭝산베이루

중산베이루(中山北路)는 타이완 타이베이시 안에 있는 도로이다. 가로수 길이 있으며, 중산 역에서 가까운 왼쪽 길에는 젠탄이 있다. 1980년대까지는 여행객들이 많이 몰리는 쇼핑거리였으나, 최근에는 차분한 지역으로 바뀌었다.